# Allianz in den Alpen
Das Gemeindenetzwerk "Allianz in den Alpen" e. V. mit Sitz in Übersee am Chiemsee ist ein Zusammenschluss von rund 280 Gemeinden und Regionen aus sieben Staaten des Alpenraums. Es besteht seit 1997. 
Die Aktivitäten des Gemeindenetzwerks richten sich nach den Grundsätzen der Alpenkonvention, einem internationalen Abkommen zwischen den Alpenländern sowie der EU für eine nachhaltige Entwicklung des Alpenraums. Das Netzwerk „Allianz in den Alpen“ ist eine von deren 16 offiziellen Beobachterorganisationen.

## Mitglieder
Der Verein hat zurzeit rund 280 Mitgliedsgemeinden und -regionen aus Frankreich, Schweiz, Italien, Deutschland, Österreich, Liechtenstein und Slowenien.

## Tätigkeiten
Projekte umsetzen. Grenzübergreifende Projekte ermöglichen es den Mitgliedern, Herausforderungen in ihrem Aufgabenbereich anzugehen. Die Gemeinden können bei ihren Aktivitäten auf die Erfahrung anderer Gemeinden in den Alpen zurückgreifen und sich unbürokratisch organisatorisches Wissen, inhaltliche Begleitung und finanzielle Unterstützung abholen. Diese Vernetzung ermöglicht ihnen, sinnvolle und zukunftsträchtige Projekte anzugehen – mit Wirkung in ihrer Gemeinde und darüber hinaus. Das Netzwerk hat in seinem bisherigen Bestehen viele alpenweite Projekt gemeinsam mit seinen Mitgliedern erfolgreich umgesetzt.
Erfahrungsaustausch ermöglichen. Gemeindevertreter und alle Interessierten können sich im Rahmen der Fachtagungen und Workshops des Gemeindenetzwerks Lösungen sowie neue Ansätze und Methoden abholen. Gemeinden und Experten teilen ihr Fachwissen und ihre Erfahrung. Exkursionen führen an Schauplätze der nachhaltigen Entwicklung in den Alpen. 
Gemeindeinteressen vertreten. Die Alpengemeinden sind bereits in nationalen Interessenverbänden organisiert. Das Berggebiet macht dabei oftmals nur einen kleinen Teil des Landes aus. Grundlegende Entscheidungen werden zudem vielfach auf transnationaler und europäischer Ebene getroffen. "Allianz in den Alpen" setzt sich im Alpenraum für die Anliegen der Gemeinden ein und nimmt Einfluss auf europäische Politiken, welche die Alpen direkt betreffen. In den Gremien der Alpenkonvention tritt das Gemeindenetzwerk mit den nationalen Ministerien in Kontakt. Im Prozess um eine europäische Strategie für den Alpenraum sorgt es dafür, dass die Gemeindeperspektive ausreichend berücksichtigt wird.

## Ziele
Natur, Umwelt und Landschaft schützen und entwickeln. Die alpine Natur- und Kulturlandschaft, mit all ihren Elementen, ist die Basis für unser Leben und Wirtschaften, sie zu bewahren und nachhaltig zu entwickeln eine zentrale Aufgabe. Dazu leisten Schutzgebiete einen wichtigen Beitrag. Die Mitglieder des Gemeindenetzwerks bemühen sich um die umweltverträgliche Anpassung an die Folgen des Klimawandels und arbeiten gegen dessen Ursachen. Sie fördern nachhaltige Mobilität zur Reduktion des stark wachsenden motorisierten Individual- und Güterverkehrs. 
Gemeinden als Wirtschaftsraum attraktiv gestalten. Durch eine nachhaltige wirtschaftliche Entwicklung schaffen die Mitgliedsgemeinden die Grundlage für die Anpassung an zukünftige Herausforderungen. Sie stärken und entwickeln das Dienstleistungsangebot durch die Erhaltung und die Weiterentwicklung der regionalen Kreisläufe. Sie bemühen sich, neue Arbeitsplätze zu schaffen und bestehende zu erhalten. Sie sensibilisieren und motivieren die Bevölkerung, einen Beitrag zur regionalen Wertschöpfung zu leisten.
Lebensqualität der Menschen in den Alpen stärken. Ein faires, geschlechter- und bedarfsgerechtes soziales Miteinander stärkt den Zusammenhalt in einer Gemeinde. Die Bürger unserer Gemeinden nehmen gleichberechtigt am gesellschaftlichen Leben teil. Durch innovative Strategien und Pilotprojekte setzen die Mitgliedsgemeinden neue Maßstäbe bei den Dienstleistungen des öffentlichen Interesses wie Mobilität, Bildung oder Gesundheit.

## Einige Projekte seit 2001
In den Jahren 2001 bis 2005 schrieb Allianz in den Alpen jährlich den Wettbewerb „Gemeinde der Zukunft“ aus, in dem Projekte zur Nachhaltigkeit in Alpengemeinden prämiert wurden.
Von 2003 bis 2006 veranstaltete das Gemeindenetzwerk mit „DYNALP“ sein erstes großes internationales Projekt. Mit einem Budget von 2.160.000 EUR wurden 52 Gemeinden unterstützt, die im Bereich Tourismus, Naturschutz und Landschaftspflege, Berglandwirtschaft, sowie nachhaltige Entwicklung und Raumplanung Projekte im Sinne der Alpenkonvention durchführen wollten. Mit 1.775.000 Euro wurden von 2006 bis 2009 36 Projekte unter der Bezeichnung „DYNALP²“ unterstützt, die einen konkreten Beitrag zur Umsetzung einer nachhaltigen Entwicklung und der Alpenkonvention leisteten. Neben der Unterstützung von Projekten in den Gemeinden war auch ihre Vernetzung Bestandteil der Förderung. Dazu gehörten gemeinsame Veranstaltungen wie Workshops, Exkursionen und internationale Tagungen.
Das Programm „dynAlp-climate“ befasste sich von 2011 bis 2013 mit dem aktuellen Klimawandel, indem es versucht, Projekte, die zur Minderung des menschenverursachten Klimawandels beitragen oder die sich dem anpassen und die Ökologie, Gesellschaft und Wirtschaft gleichermaßen berücksichtigen. Den Gemeinden stehen hierfür dank der finanziellen Unterstützung durch die MAVA Stiftung für Natur Fördermittel in Höhe von insgesamt 300.000 Euro zur Verfügung.
Das EU-Projekt MountEE lief von 2012 bis 2015. Dabei beschäftigten sich insgesamt sechs Bergregionen in den Alpen, in den Pyrenäen und in Schweden mit energieeffizientem Bauen und Sanieren. MountEE wurde von der EU im Rahmen des Programms "Intelligent Energy Europe" gefördert.
Das Programm "dynAlp-nature" förderte Ideen, die eine Vernetzung von Naturräumen sowie den Erhalt und die Schaffung von Biodiversität zum Ziel haben. Dieses beinhaltete Themen wie naturnahe Bewirtschaftung von Grünflächen in der Gemeinde oder die Offenhaltung der Landschaft. Die liechtensteinische Pancivis-Stiftung förderte das Programm.
Im Jahr 2003 wurde in der tadschikischen Hauptstadt Duschanbe die „Zentralasiatische Bergdorfallianz“ nach dem Vorbild des Gemeindenetzwerks gegründet. In diesem zentralasiatischen Gemeindenetzwerk geht es wie bei der Schwesterorganisation in den Alpen um nachhaltige Entwicklung in Berggemeinden und um den Erfahrungsaustausch zwischen den Gemeinden.

## Themen
Mit dem Ziel, den Alpenraum zukunftsfähig zu gestalten, arbeitet das Gemeindenetzwerk "Allianz in den Alpen" an unterschiedlichen Projekten und Programmen und organisiert Veranstaltungen zu den folgenden Themen:
- Lebensqualität im Alpenraum
- Naturschutz und Landschaftspflege
- Soziale Handlungsfähigkeit
- Demographischer Wandel
- Bürgerbeteiligung und Jugend
- Integration
- Regionale Wertschöpfung und Nahversorgung
- Mobilität und Verkehr
- Nachhaltiger Tourismus
- Klimawandel und Energie
- Wohnraum und nachhaltiges Bauen
- Raumplanung
- Landwirtschaft und Ernährung